# Каєв (Великопольське воєводство)
Каєв (пол. Kajew) — село в Польщі, у гміні Голухув Плешевського повіту Великопольського воєводства.
Населення — 285 осіб (2011).
У 1975-1998 роках село належало до Каліського воєводства.

## Демографія
Демографічна структура станом на 31 березня 2011 року:
|          | Загалом | Допрацездатний вік | Працездатний вік | Постпрацездатний вік |
| -------- | ------- | ------------------ | ---------------- | -------------------- |
| Чоловіки | 138     | 39                 | 91               | 8                    |
| Жінки    | 147     | 27                 | 86               | 34                   |
| Разом    | 285     | 66                 | 177              | 42                   |